# Assyrisk
Assyrisk er en dialekt af det akkadiske sprog, der blev talt i det gamle Assyrien. Det tilhørende skriftsprog blev skrevet med kileskrift på lertavler indtil ca. år 750 før vor tidsregning, hvor pergament, læder og papyrus blev introduceret som medie af aramæerne. Dette medførte at skriftsproget blev udkonkurreret af aramæisk, ligesom det nye sprog gradvist vandt indpas blandt assyrerne i en ny hybrid form, assyrisk aramæisk. 
Assyrerne i dag lever som et mindretal side om side med bl.a. kurdere, turkmenere og arabere i det assyriske område, der strækker sig over dele af Irak, Iran, Tyrkiet, Armenien og Syrien – et område lidt mindre end Kurdistan.